# Major League Soccer 2000
Major League Soccer 2000 byl 5. ročník soutěže Major League Soccer působící ve Spojených státech amerických. Základní část i playoff vyhrál tým Kansas City Wizards, který získal svůj první titul. Svoji třetí sezonu v MLS za Chicago Fire odehrál český obránce Luboš Kubík.

## Změny
Tým San Jose Clash změnil název na San Jose Earthquakes. Největší změnou bylo rozložení týmů, ze 2 konferencí se staly 3 divize po čtyřech týmech. Osm nejlepších týmů v celkové tabulce postoupilo do playoff (1.–8., 2.–7., 3.–6., 4.–5.). Utkání playoff také doznala změn. Týmy musely ve třech vzájemných zápasech získat pět bodů, tým, který body získal, postoupil do dalšího kola. V případě, že oba týmy získají shodně 4 body (jedna výhra, jedna remíza, jedna prohra), rozhoduje další „zápas“, kde první tým, který vstřelí gól, vyhrál.

## Základní část

### Západní divize
| Poř. | Tým                  | Z  | V  | R | P  | VG | OG | B  |
| ---- | -------------------- | -- | -- | - | -- | -- | -- | -- |
| 1.   | Kansas City Wizards  | 32 | 16 | 9 | 7  | 47 | 29 | 57 |
| 2.   | Los Angeles Galaxy   | 32 | 14 | 8 | 10 | 47 | 37 | 50 |
| 3.   | Colorado Rapids      | 32 | 13 | 4 | 15 | 43 | 59 | 43 |
| 4.   | San Jose Earthquakes | 32 | 7  | 8 | 17 | 35 | 50 | 29 |

|  | Postup do playoff |

### Centrální divize
| Poř. | Tým              | Z  | V  | R | P  | VG | OG | B  |
| ---- | ---------------- | -- | -- | - | -- | -- | -- | -- |
| 1.   | Chicago Fire     | 32 | 17 | 6 | 9  | 67 | 51 | 57 |
| 2.   | Tampa Bay Mutiny | 32 | 16 | 4 | 12 | 62 | 50 | 52 |
| 3.   | Dallas Burn      | 32 | 14 | 4 | 14 | 54 | 54 | 46 |
| 4.   | Columbus Crew    | 32 | 11 | 5 | 16 | 48 | 58 | 38 |

|  | Postup do playoff |

### Východní divize
| Poř. | Tým                    | Z  | V  | R | P  | VG | OG | B  |
| ---- | ---------------------- | -- | -- | - | -- | -- | -- | -- |
| 1.   | MetroStars             | 32 | 17 | 3 | 12 | 64 | 56 | 54 |
| 2.   | New England Revolution | 32 | 13 | 6 | 13 | 47 | 49 | 45 |
| 3.   | Miami Fusion           | 32 | 12 | 5 | 15 | 54 | 56 | 41 |
| 4.   | D.C. United            | 32 | 8  | 6 | 18 | 44 | 63 | 30 |

|  | Postup do playoff |

### Celkové pořadí
| Poř. | Tým                    | Z  | V  | R | P  | VG | OG | B  |
| ---- | ---------------------- | -- | -- | - | -- | -- | -- | -- |
| 1.   | Kansas City Wizards    | 32 | 16 | 9 | 7  | 47 | 29 | 57 |
| 2.   | Chicago Fire           | 32 | 17 | 6 | 9  | 67 | 51 | 57 |
| 3.   | MetroStars             | 32 | 17 | 3 | 12 | 64 | 56 | 54 |
| 4.   | Tampa Bay Mutiny       | 32 | 16 | 4 | 12 | 62 | 50 | 52 |
| 5.   | Los Angeles Galaxy     | 32 | 14 | 8 | 10 | 47 | 37 | 50 |
| 6.   | Dallas Burn            | 32 | 14 | 4 | 14 | 54 | 54 | 46 |
| 7.   | New England Revolution | 32 | 13 | 6 | 13 | 47 | 49 | 45 |
| 8.   | Colorado Rapids        | 32 | 13 | 4 | 15 | 43 | 59 | 43 |
| 9.   | Miami Fusion           | 32 | 12 | 5 | 15 | 54 | 56 | 41 |
| 10.  | Columbus Crew          | 32 | 11 | 5 | 16 | 48 | 58 | 38 |
| 11.  | D.C. United            | 32 | 8  | 6 | 18 | 44 | 63 | 30 |
| 12.  | San Jose Earthquakes   | 32 | 7  | 8 | 17 | 35 | 50 | 29 |

|  | Postup do playoff |

## Playoff
|  | Čtvrtfinále            | Čtvrtfinále        |                     |             | Semifinále | Semifinále |  |  | Finále | Finále |
|  |                        |                    |                     |             |            |            |  |  |        |        |
|  |                        |                    |                     |             |            |            |  |  |        |        |
|  | Kansas City Wizards    | 1 \| 0 \| 3        |                     |             |            |            |  |  |        |        |
|  | Kansas City Wizards    | 1 \| 0 \| 3        |                     |             |            |            |  |  |        |        |
|  | Colorado Rapids        | 0 \| 0 \| 2        |                     |             |            |            |  |  |        |        |
|  | Colorado Rapids        | 0 \| 0 \| 2        | Kansas City Wizards | 0\|1\|1 *   |            |            |  |  |        |        |
|  |                        |                    | Kansas City Wizards | 0\|1\|1 *   |            |            |  |  |        |        |
|  |                        | Los Angeles Galaxy | 0\|2\|0             |             |            |            |  |  |        |        |
|  | Tampa Bay Mutiny       | Los Angeles Galaxy | 0\|2\|0             | 0 \| 2      |            |            |  |  |        |        |
|  | Tampa Bay Mutiny       |                    |                     | 0 \| 2      |            |            |  |  |        |        |
|  | Los Angeles Galaxy     | 1 \| 5             |                     |             |            |            |  |  |        |        |
|  | Los Angeles Galaxy     | 1 \| 5             | Kansas City Wizards | 1           |            |            |  |  |        |        |
|  |                        |                    | Kansas City Wizards | 1           |            |            |  |  |        |        |
|  |                        | Chicago Fire       | 0                   |             |            |            |  |  |        |        |
|  | Chicago Fire           | Chicago Fire       | 0                   | 2 \| 1 \| 6 |            |            |  |  |        |        |
|  | Chicago Fire           |                    |                     | 2 \| 1 \| 6 |            |            |  |  |        |        |
|  | New England Revolution | 1 \| 2 \| 0        |                     |             |            |            |  |  |        |        |
|  | New England Revolution | 1 \| 2 \| 0        | Chicago Fire        | 3\|0\|3     |            |            |  |  |        |        |
|  |                        |                    | Chicago Fire        | 3\|0\|3     |            |            |  |  |        |        |
|  |                        | MetroStars         | 0\|2\|2             |             |            |            |  |  |        |        |
|  | MetroStars             | MetroStars         | 0\|2\|2             | 2 \| 2      |            |            |  |  |        |        |
|  | MetroStars             |                    |                     | 2 \| 2      |            |            |  |  |        |        |
|  | Dallas Burn            | 1 \| 1             |                     |             |            |            |  |  |        |        |
|  | Dallas Burn            | 1 \| 1             |                     |             |            |            |  |  |        |        |

### Finále
| 15. října 2000      |     |              |                                                                                              |
| Kansas City Wizards | 1:0 | Chicago Fire | Robert F. Kennedy Memorial Stadium, Washington, D.C. diváci: 39 159 rozhodčí: Paul Tamberino |
| Miklos Molnar 11'   |     |              | Robert F. Kennedy Memorial Stadium, Washington, D.C. diváci: 39 159 rozhodčí: Paul Tamberino |

|  |  |

| GK          | 1  | Tony Meola       | 76' |
| RB          | 3  | Nick Garcia      | 58' |
| CB          | 6  | Peter Vermes     |     |
| LB          | 4  | Brandon Prideaux |     |
| RM          | 17 | Chris Klein (C)  | 88' |
| CM          | 15 | Kerry Zavagnin   |     |
| CM          | 2  | Matt McKeon      |     |
| CM          | 11 | Preki            | 74' |
| LM          | 19 | Chris Henderson  |     |
| FW          | 10 | Mo Johnston      | 48' |
| FW          | 7  | Miklos Molnar    |     |
| Náhradníci: |    |                  |     |
| DF          | 20 | Uche Okafor      | 74' |
| DF          | 21 | Francisco Gomez  | 88' |
| Trenér:     |    |                  |     |
| Bob Gansler |    |                  |     |

| GK          | 18 | Zach Thornton    |     |
| RB          | 15 | Jesse Marsch     | 59' |
| CB          | 2  | C.J. Brown       |     |
| CB          | 12 | Carlos Bocanegra |     |
| LB          | 30 | Tenywa Bonseu    | 76' |
| RM          | 21 | Dema Kovalenko   | 47' |
| CM          | 11 | Diego Gutiérrez  | 70' |
| CM          | 10 | Piotr Nowak (C)  | 83' |
| LM          | 14 | Chris Armas      |     |
| CF          | 8  | Christo Stoičkov |     |
| CF          | 9  | Ante Razov       |     |
| Náhradníci: |    |                  |     |
| FW          | 16 | Josh Wolff       | 59' |
| MF          | 7  | DaMarcus Beasley | 70' |
| MF          | 5  | Luboš Kubík      | 83' |
| Trenér:     |    |                  |     |
| Bob Bradley |    |                  |     |

#### Vítěz
| Major League Soccer 2000 Kansas City Wizards 1. titul B: Meola, Oshoniyi O: Garcia, Green, Jakins, Okafor, Prideaux, Vermes, Wilson Z: Brown, Figueroa, Gomez, Henderson, Klein, McKeon, Preki, Zavagnin Ú: Bunbury, Byaruhanga, Dotsenko, Glasgow, Johnson, Johnston, Molnar Trenér: Bob Gansler |

## MLS All-Star Game 2000
| 29. července 2000 |     |                                                             |                                                                               |
| MLS All-Stars East | 9:4 | MLS All-Stars West                                          | Columbus Crew Stadium, Columbus, Ohio diváci: 23 495 rozhodčí: Paul Tamberino |
| Mamadou Diallo 59', 61' Clint Mathis 2' Adolfo Valencia 39' Mark Chung 51' Jay Heaps 65' Dante Washington 67' Brian McBride 76' |     | 17', 22' Ante Razov 19' Mauricio Cienfuegos 44' Piotr Nowak | Columbus Crew Stadium, Columbus, Ohio diváci: 23 495 rozhodčí: Paul Tamberino |

| MLS All-Stars East: |  |                   |  |     |     |
|                     |  |                   |  |     |     |
| GK                  |  | Mike Ammann       |  | 46' | 88' |
|                     |  | Eddie Pope        |  | 32' |     |
|                     |  | Lothar Matthäus   |  | 46' |     |
|                     |  | Jeff Agoos        |  | 34' |     |
|                     |  | John Harkes       |  |     |     |
|                     |  | Jaime Moreno      |  | 46' |     |
|                     |  | Steve Ralston     |  | 34' |     |
|                     |  | Carlos Valderrama |  |     |     |
|                     |  | Mark Chung        |  |     | 88' |
|                     |  | Clint Mathis      |  | 46' |     |
|                     |  | Adolfo Valencia   |  | 46' |     |
| Náhradníci:         |  |                   |  |     |     |
| GK                  |  | Scott Garlick     |  | 46' |     |
|                     |  | Mike Clark        |  | 32' |     |
|                     |  | Jay Heaps         |  | 46' |     |
|                     |  | Mike Petke        |  | 34' |     |
|                     |  | Brian McBride     |  | 46' |     |
|                     |  | Pablo Mastroeni   |  | 34' |     |
|                     |  | Mamadou Diallo    |  | 46' |     |
|                     |  | Dante Washington  |  | 46' |     |
| Trenér:             |  |                   |  |     |     |
| neznámá vlajka      |  |                   |  |     |     |

| MLS All-Stars West: |  |                     |  |     |     |     |
|                     |  |                     |  |     |     |     |
| GK                  |  | Tony Meola          |  | 46' |     | 80' |
|                     |  | Robin Fraser        |  | 46' |     |     |
|                     |  | Greg Vanney         |  |     |     |     |
|                     |  | Marcelo Balboa      |  |     |     |     |
|                     |  | Khodadad Azizi      |  | 46' | 67' | 80' |
|                     |  | Preki               |  |     | 67' |     |
|                     |  | Mauricio Cienfuegos |  | 46' |     |     |
|                     |  | Piotr Nowak         |  | 46' |     |     |
|                     |  | Chris Armas         |  | 32' |     |     |
|                     |  | Ante Razov          |  | 46' |     |     |
|                     |  | Cobi Jones          |  | 46' |     |     |
| Náhradníci:         |  |                     |  |     |     |     |
| GK                  |  | Zach Thornton       |  | 46' |     |     |
|                     |  | Peter Vermes        |  | 46' |     |     |
|                     |  | Chris Henderson     |  | 46' |     |     |
|                     |  | Luis Hernández      |  | 46' |     |     |
|                     |  | Dario Brose         |  | 46' |     |     |
|                     |  | Matt McKeon         |  | 32' |     |     |
|                     |  | Jason Kreis         |  | 46' |     |     |
|                     |  | Ariel Graziani      |  | 46' |     |     |
| Trenér:             |  |                     |  |     |     |     |
| neznámá vlajka      |  |                     |  |     |     |     |

## Ocenění

### Nejlepší hráči
- Nejlepší hráč:  Tony Meola (Kansas City Wizards)
- Nejproduktivnější hráč:  Mamadou Diallo (Tampa Bay Mutiny)
- Obránce roku:  Peter Vermes (Kansas City Wizards)
- Brankář roku:  Tony Meola (Kansas City Wizards)
- Nováček roku:  Carlos Bocanegra (Chicago Fire)
- Trenér roku:  Bob Gansler (Kansas City Wizards)
- Comeback roku:  Tony Meola (Kansas City Wizards)
- Gól roku:  Marcelo Balboa (Colorado Rapids)
- Cena Fair Play:  Steve Ralston (Tampa Bay Mutiny)
- Humanista roku:  Abdul Thompson Conteh (San Jose Earthquakes)

#### MLS Best XI 2000
| Brankář                          | Obránci                                                                                               | Záložníci | Útočníci                                                    |
| -------------------------------- | --- | --- | ----------------------------------------------------------- |
| Tony Meola (Kansas City Wizards) | Robin Fraser (Los Angeles Galaxy) Greg Vanney (Los Angeles Galaxy) Peter Vermes (Kansas City Wizards) | Chris Armas (Chicago Fire) Piotr Nowak (Chicago Fire) Steve Ralston (Tampa Bay Mutiny) Christo Stoičkov (Chicago Fire) Carlos Valderrama (Tampa Bay Mutiny) | Mamadou Diallo (Tampa Bay Mutiny) Clint Mathis (MetroStars) |